# Третя рука

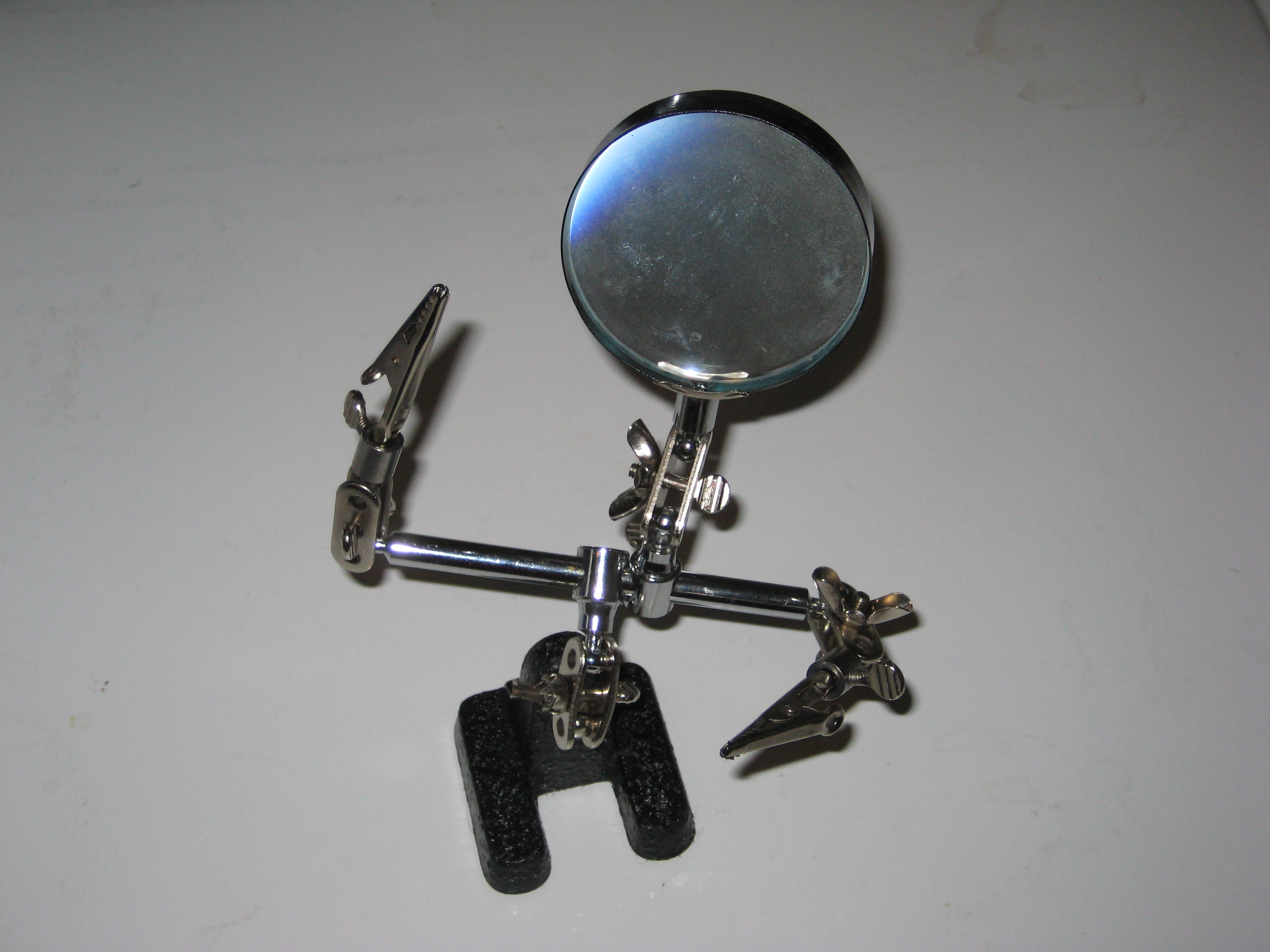
Розповсюджений варіант «третьої руки», що використовується для паяння

Утримувач «третя рука» — загальна назва пристосувань, що дозволяють фіксувати деталі у потрібному положенні без участі рук. Застосовується головним чином при паянні, в ювелірній справі, моделізмі та інших областях, де доводиться працювати з дрібними деталями. Також, таке поняття зустрічається в шиномонтажному обладнанні при роботі із низькопрофільною гумою.
Здебільшого складається з основи та однієї чи кількох гнучких «рук» (зазвичай шарнірних, що складаються з декількох колін) з встановленим на кінці затискачем типу «крокодил» або пінцетом. Додатково для роботи з особливо дрібними деталями може обладнуватися лупою, підсвічуванням і міні-витяжкою (вентилятором), а іноді і утримувачем та подушечкою для паяльника. Для більших деталей може встановлюватися струбцина. У переважній більшості випадків, виготовляється з металу. Може встановлювався на робочому місці як стаціонарно, так і без фіксації.